# NGC 44

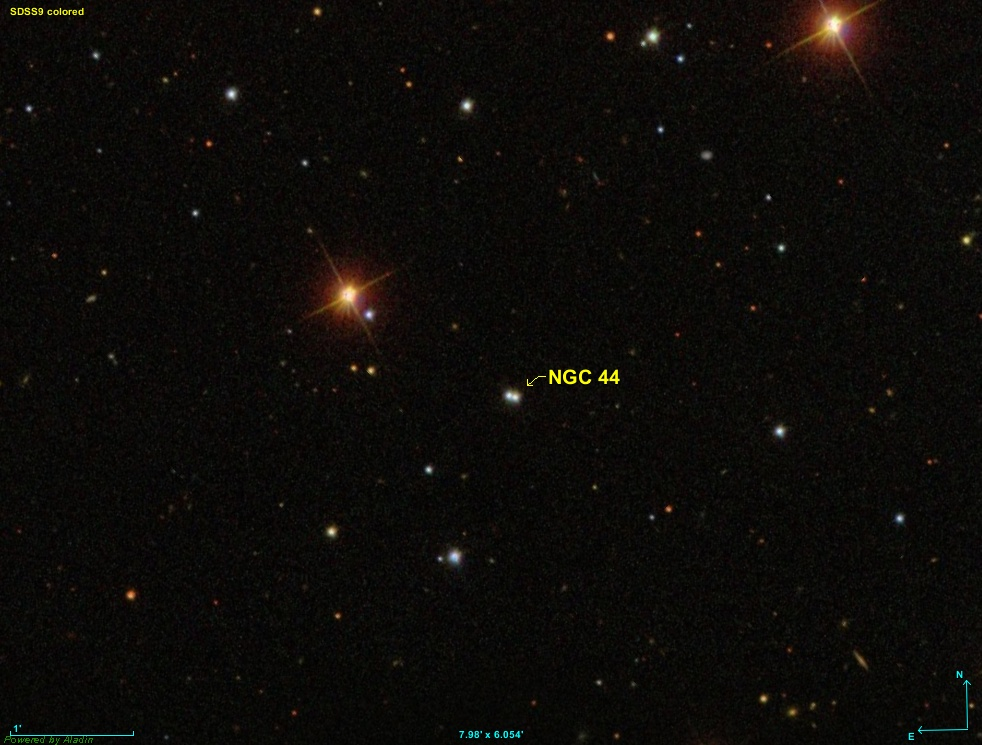
NGC 44

NGC 44 là một sao đôi (cả hai loại F4) nằm trong chòm sao Tiên Nữ. Nó được ghi lại lần đầu tiên bởi John Herschel vào ngày 22 tháng 11 năm 1827. Ông lưu ý "không được nhìn thấy nhưng trong đêm rõ ràng nhất" và rằng nó "cực kỳ mờ nhạt, rất nhỏ". Mặc dù các ngôi sao dường như ở một khoảng cách tương tự, nhưng chuyển động của chúng cực kỳ khác nhau. Ngôi sao phía đông cách khoảng 3430±200 năm ánh sáng, trong khi ngôi sao phía tây cách khoảng 3440±210 năm ánh sáng. Mặc dù khoảng cách có vẻ tương tự nhau, các thanh lỗi có nghĩa là các ngôi sao có thể dễ dàng cách Mặt trời 3230 và 3650 năm ánh sáng, hay 3630 và 3230 năm ánh sáng từ Mặt trời.
Do các chuyển động thích hợp khác nhau của chúng, các ngôi sao ban đầu nằm cách xa nhau tại thời điểm khám phá, ~ 8,7 arcs giây, so với ngày hôm nay ~ 2,8 arcs giây. Chúng sẽ đạt được sự tách biệt rõ ràng gần nhất với nhau vào khoảng năm 2150, khi chúng sẽ chỉ cách nhau khoảng 0,72 giây.